# L'ombra di Caravaggio
L'ombra di Caravaggio es una película franco-italiana de 2022 dirigida por Michele Placido y protagonizada por Isabelle Huppert y Louis Garrel.

## Sinopsis
Caravaggio, es un pintor brillante. También es un rebelde contra las reglas de la Iglesia. Estos prescriben en particular cómo los temas religiosos deben ser representados en el arte. Cuando el Papa Pablo V se entera de que el pintor utiliza prostitutas, ladrones y vagabundos como modelos para sus cuadros, hace que sus servicios secretos realicen una investigación.

## Reparto
- Riccardo Scamarcio: Caravaggio
- Louis Garrel: Sombra
- Isabelle Huppert: Costanza Sforza Colonna
- Michele Placido: el cardenal Del Monte
- Micaela Ramazzotti: Lena Antonietti
- Lolita Chammah: Anna Bianchini
- Vinicio Marchioni: Giovanni Baglione
- Alessandro Haber: Battista
- Mimi Ovadia: Felipe Neri
- Lorenzo Lavia: el pintor Orazio Gentileschi
- Tedua: Cecco
- Gianfranco Gallo: Giordano Bruno
- Gianluca Gobbi: Scipione Borghese

## Crítica
En France, lel sitio Allociné puntuó la película con 3/5 puntos, y un total de 15 críticas por parte de la prensa.